# Gimnasio Vertical de Santa Cruz del Este
El Gimnasio Vertical de Santa Cruz del Este o bien Gimnasio Vertical de Baruta es el nombre que recibe un recinto deportivo multipropósito localizado en la carretera Caracas-Las Minas sector Santa Cruz del Este en la parroquia Las Minas del Municipio Baruta en jurisdicción del Estado Miranda, y al este del Distrito Metropolitano de Caracas, al centro norte del país sudamericano de Venezuela.
Fue inaugurado oficialmente el 20 de noviembre de 2013. Cuenta con 3500 metros cuadrados y puede atender 1200 personas al día, en donde es posible practicar una diversidad de disciplinas deportivas que incluyen entre otras fútbol sala, baloncesto, voleibol, Fitness, Trote, Artes Marciales, Boxeo, Deportes Extremos, Tenis de Mesa, además de algunas actividades como la Danza y El Ajedrez. En noviembre de 2014 se inauguraron las obras que permitieron incorporar una sala de pesas y de TRX. Sus fundaciones son de concreto con columnas metálicas y una estructura que permite la ventilación y luz natural.